# Wonreli
Wonreli ist ein indonesischer Ort auf der Insel Kisar.

## Geographie

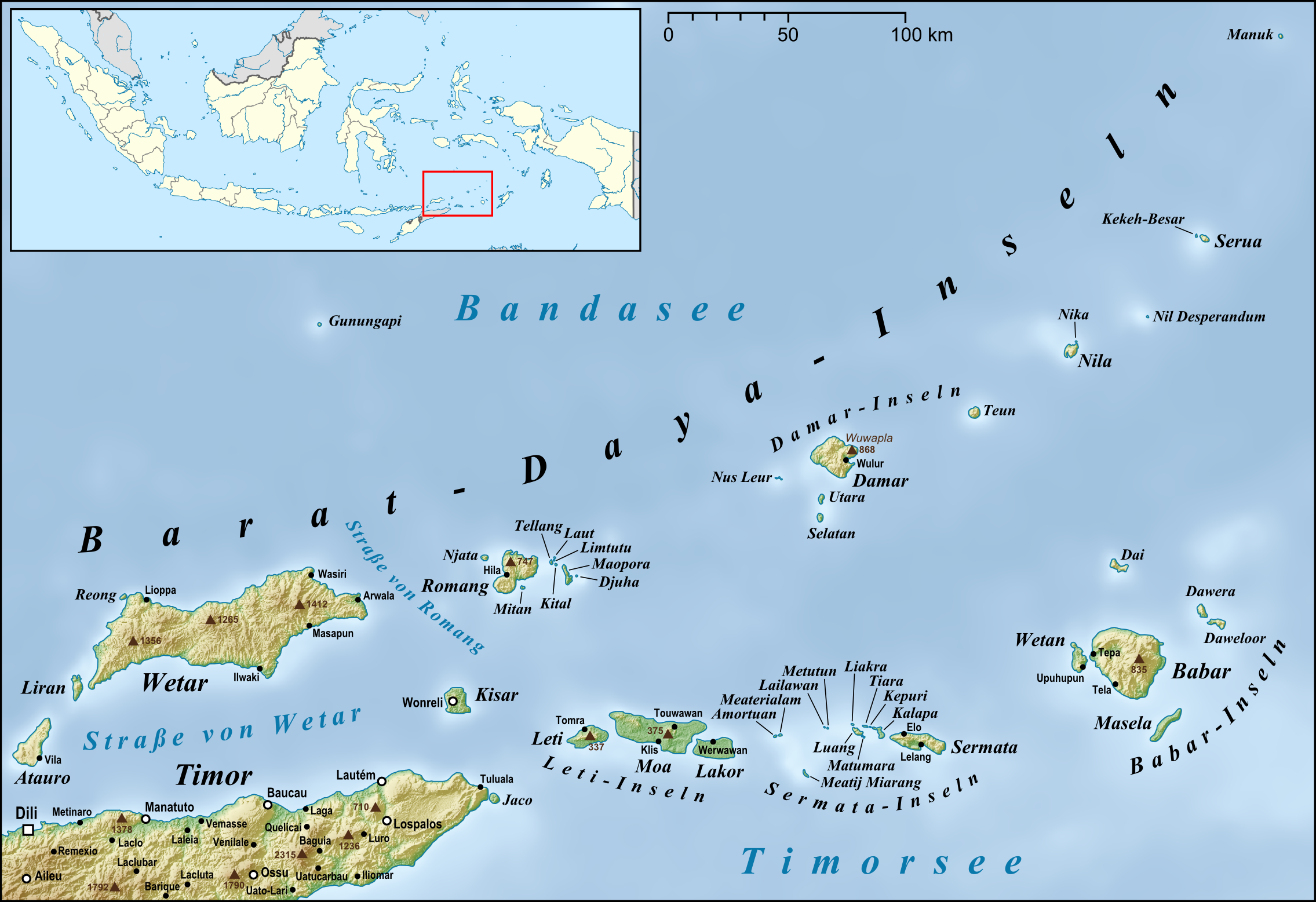
Kisar liegt zwischen Timor, Wetar, Romang und den Leti-Inseln

Wonreli liegt nah der Westküste von Kisar. Es ist der Hauptort der Insel und des Subdistrikts (Kecamatan) Pulau-Pulau Terselatan im Bezirk (Kabupaten) Südwestmolukken (Maluku Barat Daya), Provinz Maluku. Zu Pulau-Pulau Terselatan gehört auch die nordöstlich gelegene Insel Romang und ihre Nachbarinseln.

## Einwohner
Im Desa Wonreli leben 6.652 Einwohner (2010).

## Geschichte
Vom 16. September 2008 bis zum 26. November 2012 war Wonreli auch der De-facto-Hauptort des Bezirks Südwestmolukken. In dieser Funktion wurde er von Tiakur auf Moa abgelöst.